# Regiment po cesti gre
Regiment po cesti gre ali angleško The Regiment Is on the March je zbirka slovenskih ljudskih in vojaških pesmi Iz arhiva Glasbenonarodopisnega inštituta (ali angleško From the archives of the Institute of Ethnomusicology) ZRC SAZU, ki je izšel na glasbeni CD plošči leta 2007.

## Seznam posnetkov
| CD              | CD | CD | CD      |
| Št.             | Naslov | Izvajajo | Dolžina |
| --------------- | --- | --- | ------- |
| 1.              | „Holchakermarš / Woodcutter's March‟ (Studenice, Štajerska, 2005)                                                               | Frajhajmska godba na pihala | 2:51    |
| 2.              | „Fantje se zbirajo / The Boys Are Gathering‟ (Judenburg, Avstrija, 1916)                                                        | Rudolf Knez in skupina moških | 1:31    |
| 3.              | „Bitka pri Sisku (Turk če vzel nam Sisek bode) / Tha Battle of Sisak (If the Turk Takes Sisak from Us)‟ (Raka, Dolenjska, 1958) | Franc Cemič | 1:05    |
| 4.              | „Stoji, stoji tam Beli grad / Belgrade Stands There‟ (Črenšovci, Prekmurje, 1961)                                               | Matija Koštric | 1:39    |
| 5.              | „Prišu je taisti dan / That Day Has Come‟ (Stari trg ob Kolpi, Bela krajina, 1963)                                              | Ivanka Štrbenc | 1:47    |
| 6.              | „Triglav marš / Triglav March‟ (Bizeljsko, Štajerska, 1997)                                                                     | Anton Zagmajster | 2:12    |
| 7.              | „Paršle so nove novice / Fresh News Has Arrived‟ (Jastroblje, Špitalič, Gorenjska, 1960)                                        | Ančka Cencelj, Marija Šuštar, Francka Pistotnik                                                                                                  | 3:58    |
| 8.              | „Fantič sem star komaj osemnajst let / I'm a Lad of Barely Eighteen Years‟ (Veliki Trn, Dolenjska, 1996)                        | Albin Kopina st., Marko Kopina, Martin Gorenc, Franc Lekše, Tone Janc, Jože Lekše st., Albin Kopina ml., Jože Lekše ml.                          | 2:47    |
| 9.              | „Dons je eno frišno jutro / Today the Morning Is Fresh‟ (Češnjice v Tuhinju, Gorenjska, 1960)                                   | Jože Jeglič | 3:02    |
| 10.             | „Ura bije, vedno gre / The Clock Strikes, It Keeps On Ticking‟ (Osluševci, Štajerska, 1965)                                     | Honza Korpar, Tona Korpar, Stanko Korpar | 2:19    |
| 11.             | „Pa le zdaj smo skupaj zbrani / And Now We're All Gathered Together‟ (Ponikve na Krasu, Primorska, 1959)                        | Jože Pegan, Mario Pegan, Milan Jazbec, Silvan Hec                                                                                                | 1:55    |
| 12.             | „Sonce je tak nizko sjalo / The Sun Was So Low‟ (Obirsko, Koroška, Avstrija, 1979)                                              | Liza Karničar, Marta Polanšek, Marija Brumnik, Justi Polanšek, Johan Brumnik, Folti Karničar, Pepi Brumnik, Valentin Polanšek                    | 2:13    |
| 13.             | „Leži, leži ravno polje / A Level Field Stretches Out‟ (Ješenca, Štajerska, 1988)                                               | Rozika Ofič | 1:57    |
| 14.             | „Vojska po polji gre / The Army Marches through the Fields‟ (Solčava, Štajerska, 1958)                                          | Angela Robnik, Joža Klemenšek, Malka Skovic, Ivan Klemenšek                                                                                      | 4:25    |
| 15.             | „Cesar v kasarni stoji / The Emperor Stands in the Barracks‟ (Raka, Dolenjska, 1958)                                            | Franc Cemič | 0:29    |
| 16.             | „Vsako nedejlo zjutraj / Every Sunday Morning‟ (Zagorica, Dobrepolje, Dolenjska, 1963)                                          | Ančka Kralj | 1:30    |
| 17.             | „Radecki / Radetzky‟ (Šentvid pri Stični, Dolenjska, 1986)                                                                      | pritrkovalci iz Višnje Gore | 1:10    |
| 18.             | „Radecki je bil en fajn gospod / Radetzky Was a Fine Gentleman‟ (Luče, Štajerska, 1958)                                         | Marija Jež | 0:36    |
| 19.             | „Po cesti mi gre jeden mladi fant / A Young Man Is on the March‟ (Gornji Senik / Felsőszölnök, Porabje, Madžarska, 1970)        | Julija Bajzek, Ilonka Bajzek, Ana Šulič, Marija Časar                                                                                            | 2:25    |
| 20.             | „Je sonce obsijalo / The Sun Was Shining‟ (Markovci, Prekmurje, 1958)                                                           | Ludvik Časar | 2:38    |
| 21.             | „Naš cesar, naš kralj / Our Emperor, Our King‟ (Zgornji Tuhinj, Gorenjska, 1960)                                                | Jernej Kadunc, Ivan Drolc | 2:20    |
| 22.             | „Oj ta soldaški boben / Oh That Army Drum‟ (Britof, Gorenjska, 1996)                                                            | Francka Čimžar, Pavla Pičman | 2:16    |
| 23.             | „Marš / March‟ (Podsreda, Štajerska, 1997)                                                                                      | Franc Jercl, Anton Švajger | 1:28    |
| 24.             | „Zdaj je pa pršu tisti čas / And Now the Time Has Come‟ (Podkoren, Gorenjska, 1958)                                             | Jože Pleš | 0:51    |
| 25.             | „Tam na karpatski gori / There in the Carpathians‟ (Podveža, Štajerska, 1958)                                                   | Mima Ajnik | 2:09    |
| 26.             | „Regiment po cesti gre / The Regiment Is on the March‟ (Artiče, Štajerska, 2000)                                                | Franc Jeršič, Tine Lapuh, Jože Molan, Ivan Haler, Drago Bogovič, Štefan Fuks, Ivan Fuks, Tine Pinterič, Jože Štarkl, Slavko Rožman, Jernej Kolar | 3:48    |
| Skupna dolžina: | Skupna dolžina: | Skupna dolžina: | 54:56   |

## Produkcija
- Marjetka Golež Kaučič – izbor zvočnega gradiva
- Marija Klobčar – izbor zvočnega in ilustrativnega gradiva
- Drago Kunej – izbor zvočnega gradiva
- Marjeta Pisk – izbor zvočnega gradiva
- Mirko Ramovš – izbor zvočnega gradiva
- Urša Šivic – izbor zvočnega gradiva
- Marija Klobčar – spremna beseda
- Drago Kunej – priprava gradiva in zvočna obdelava
- Milojka Žalik Huzjan – oblikovanje
- Drago Kunej – urednik